# 8526-os mellékút (Magyarország)
A 8526-os számú mellékút egy bő 12 kilométer hosszú, négy számjegyű országos közút Győr-Moson-Sopron vármegye területén; Fertőrákos központját köti össze a 84-es főúttal.

## Nyomvonala
Kópháza központjának északi részén ágazik ki a 84-es főútból, annak a 114+350-es kilométerszelvénye táján, északkelet felé. Első szakaszán Ikva sor a neve, majd miután átszeli az Ikva-patak folyását, Kiskópháza településrészre ér, s ott a Béke utca nevet veszi fel. A település legkeletibb házait elhagyva szinte azonnal átlépi Sopron határát, a Győr–Sopron-vasútvonal nyomvonalát, 1,5 kilométer megtétele után már soproni, pontosabban balfi területen keresztezi. Még a 2. kilométere előtt a Fertő-parti települések főutcájának számító 8518-as úttal is keresztezik egymást, utóbbi itt kevéssel a 21. kilométere előtt jár.
A folytatásban az egykor önálló, ma Sopronhoz tartozó Balf házai között halad tovább, Alsódomb utca, majd Óhegy utca néven, a központban és az attól északra fekvő településrészben pedig a Fő utca nevet viselve. 3,8 kilométer után hagyja el a belterület északi szélét, de még jó darabig soproni területen halad, közben kilométereken át a Fertő–Hanság Nemzeti Park területének határszélét is képezve. Már 8,1 kilométer megtétele után jár, amikor átszeli Fertőrákos déli határát; a községet 10,2 kilométer után éri el.
Mintegy 200 méterrel arrébb kiágazik belőle kelet felé a 85 124-es számú mellékút, amelyen a Fertő-tóhoz és az ott közlekedő sétahajók (közigazgatásilag Sopronhoz tartozó) kikötőjéhez és a mellette kialakult üdülőegyütteshez lehet eljutni. Fertőrákos belterületén a 8526-os út végig a Fő utca nevet viseli, így halad el a püspöki kastély mellett, és így is ér véget, a fertőrákosi kőfejtő északkeleti széle mellett, beletorkollva a 8527-es útba, annak a 6+350-es kilométerszelvénye közelében.
Teljes hossza, az országos közutak térképes nyilvántartását szolgáló kira.gov.hu adatbázisa szerint 12,418 kilométer.

## Települések az út mentén
- Kópháza
- Sopron-Balf
- Fertőrákos